# Bezirk Krustpils
Der Bezirk Krustpils (Krustpils novads) war ein Bezirk im Südosten Lettlands in der Region Lettgallen, der von 2009 bis 2021 existierte. Bei der Verwaltungsreform 2021 wurde der Bezirk aufgelöst, seine Gemeinden gehören seitdem zum neuen Bezirk Jēkabpils.

## Geographie
Das Gebiet lag nordöstlich der Düna und südlich der Aiviekste. Es ist landwirtschaftlich geprägt.

## Bevölkerung
Der Bezirk bestand bis Juni 2021 aus den sechs Gemeinden (pagasts) Atašiene, Kūka, Mežāre, Varieši, Vīpe und Krustpils. Das Verwaltungsgebäude stand im Stadtteil Krustpils der „Republikstadt“ Jēkabpils, die selbst nicht zum Bezirk gehörte. 6680 Einwohner lebten 2010 im Bezirk.

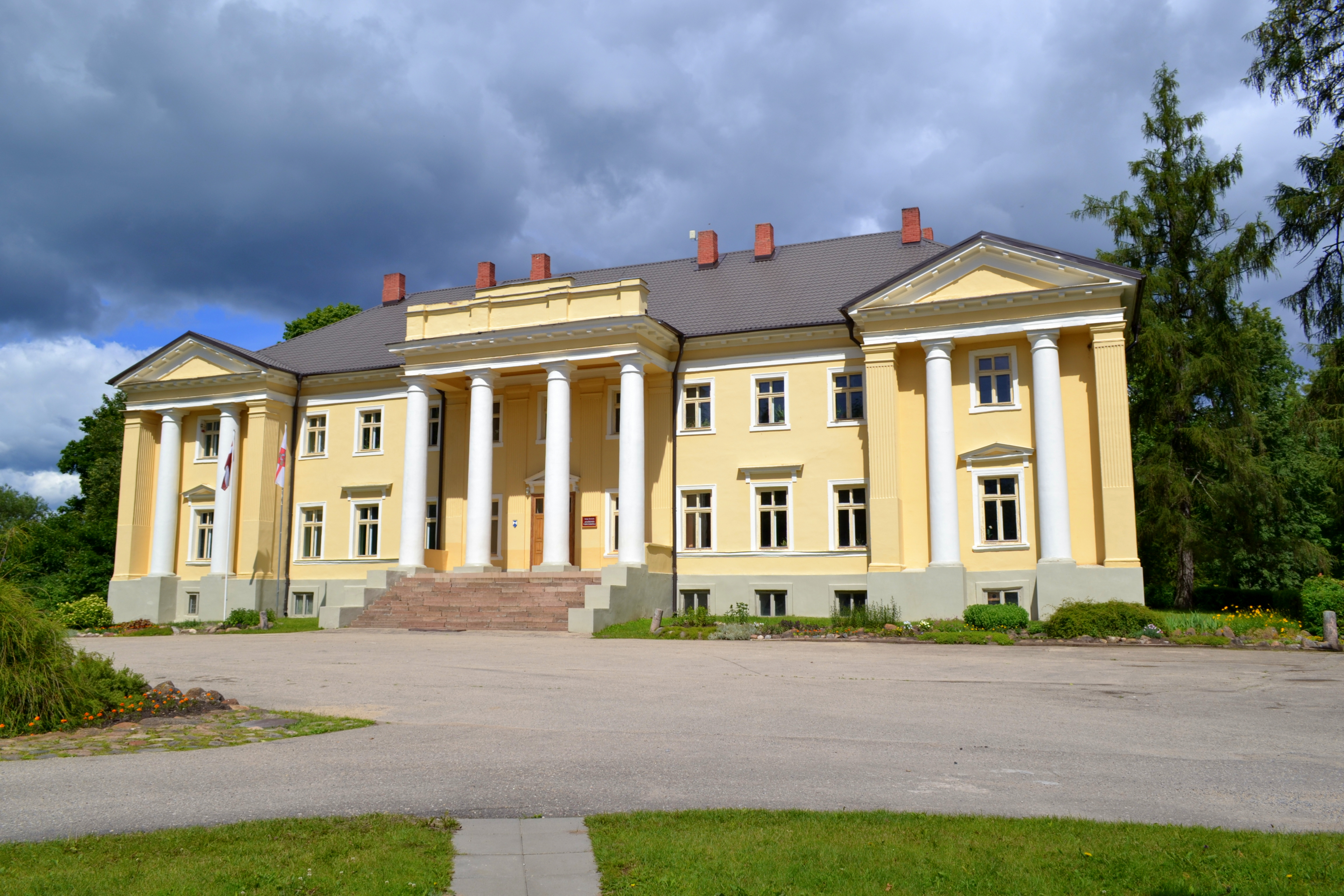
Atasiene: Schloss Mariensee (Marinzeja), erbaut von 1845 bis 1847
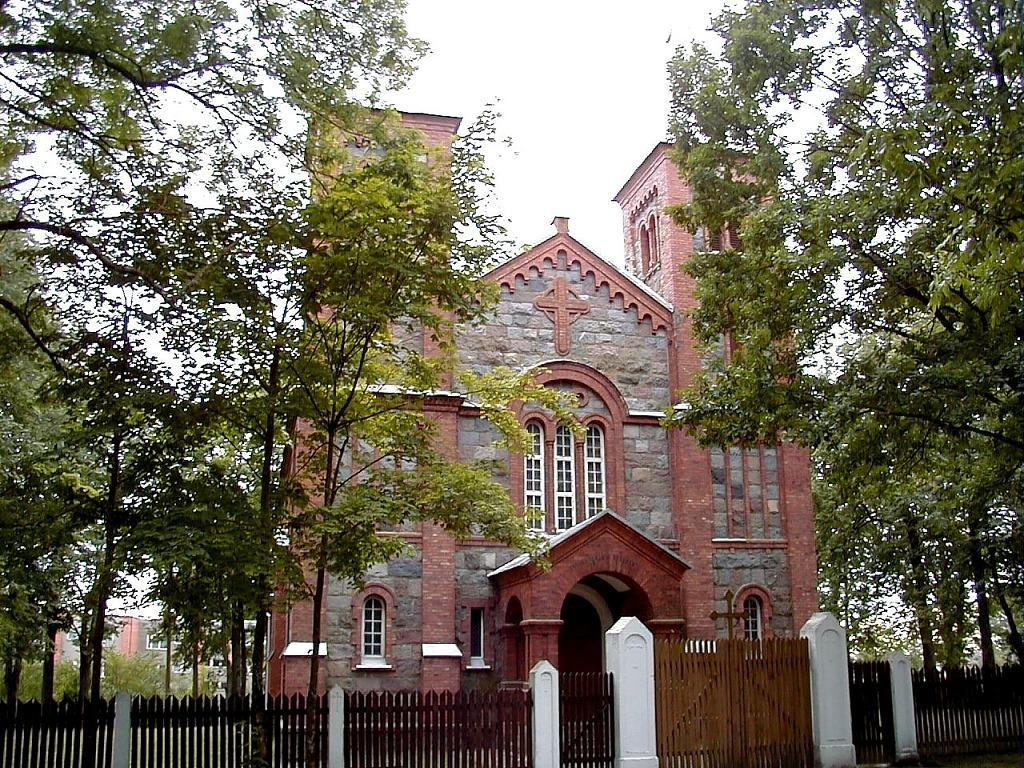
Atašiene: Katholische Liebfrauenkirche, erbaut von 1931 bis 1937

## Nachweise
1. ↑  Vides aizsardzības un reģionālās attīstības ministrija (Ministerium für Naturschutz und Regionalentwicklung), Karten und Auflistung der Verwaltungseinheiten, abgerufen am 28. Juli 2021